# King William (Virginie)
King William est une zone non incorporée et le siège du comté de King William, en Virginie. Situé dans le comté de King William, son courthouse est le plus vieux encore utilisé aux États-Unis. La région est aussi connue sous le nom de « King William Courthouse », orthographié aussi « King William Court House ».

## Source
- (en) Cet article est partiellement ou en totalité issu de l’article de Wikipédia en anglais intitulé « King William, Virginia » (voir la liste des auteurs).